# Jianghong
Jianghong (kinesiska: 江洪) är en köping i sydöstra Kina. Den ligger i Suixi härad i staden Zhanjiang i provinsen Guangdong, omkring 430 kilometer sydväst om provinshuvudstaden Guangzhou. Antalet invånare är 27 260. Befolkningen består av 13 343 kvinnor och 13 917 män. Barn under 15 år utgör 26,0 %, vuxna 15-64 år 63 %, och äldre över 65 år 10,0 %.